# Фудбалска репрезентација Замбије
Фудбалска репрезентација Замбије је фудбалски тим који представља Замбију на међународним такмичењима и под контролом је Фудбалског савеза Замбије.

## Историја
Репрезентација Замбије је своју прву утакмицу одиграла 1946. године против Јужне Родезије (данашњи Зимбабве). Победила је са 4-0. фудбалски савез Замбије је основан 1929. године. Замбија постаје независна држава 1964. године. Исте године постаје чланица ФИФА и КАФ-а.
Први пласман на завршни турнир Афричког купа нација остварује 1974. године. Првенство се те године одржало у Египту. Замбија је била у групи са Египтом, Угандом и Обалом Слоноваче. Своју прву утакмицу на Афричком купу нација је одиграла против Обале Слоноваче 2. маја 1974. године и победила је са 1-0. Након три одиграна сусрета заузела је друго место са четири освојена бода. У полуфиналу је играла против Републике Конго и победила са 4-2. Противник у финалу је био Заир (данашња Демократска Република Конго) који је победио са 2-0.
На наредном Афрички куп нација 1976. године који се одиграо у Етиопији не успева остварити пласман, а 1978. године на завршном турниру Афричког купа нација који се одржао у Гани испада већ у групној фази. На првенство које се одиграло 1980. године у Нигерији не остварује пласман. Међутим, добар резултат остварује  на завршном турниру у Либији када осваја треће место. У полуфиналу је поражена од домаћина Либије са 2-1, а у борби за треће место је била боља од Гане након пенала са 7-6. До 1990. године није играла значајнију улогу на завршном турниру, међутим те године на првенству које се одиграло у Алжиру осваја треће место.
Приликом путовања на утакмицу против Сенегала у Сједињене Америчке Државе 27. априла 1993. године, репрезентацију Замбије је задесила једна од најтежих авионских несрећа. Авион се брзо након полетања срушио у Атлантски океан те је притом погинуло свих 30 путника од чега је било 18 репрезентативаца. Убрзо након несреће окупљена је нова репрезентација која је наредне године све изненадила и стигла до финала Афричког купа нација које се одржало у Тунису. У финалном сусрету поражена је од Нигерије са 2-1. Две године касније на првенству у Јужноафричкој Републици осваја треће мјесто.
На наредних седам завршних турнира Афричког купа нација репрезентација Замбије није остварила значајнији резултат. Међутим, 2012. године на првенству које се одиграло у Габону и Екваторијалној Гвинеји осваја титулу, те тако остварује свој најбољи резултат у историји. У групи је била са Екваторијалном Гвинејом, Либијом и Сенегалом. Завршила је на првом месту са седам освојених бодова. У четвртфиналу је играла против Судана, те била боља са 3-0. У полуфиналној утакмици побјеђује Гану са 1-0. Финална утакмица се играла 12. фебруара у Либервилу, а противник Замбије је била репрезентација Обале Слоноваче. Након регуларних 90. минута и продужетака није било голова. У извођењу пенала Замбија је била успешнија са 8-7, те тако постала првак Африке.
Никада нису учествовали на Светском првенству.

## Резултати репрезентације

### Светско првенство
| од 1930 до 1966 | Није учествовала      | Није учествовала      | Није учествовала      | Није учествовала      | Није учествовала      | Није учествовала      | Није учествовала      | Није учествовала      | Није учествовала | Није учествовала | Није учествовала | Није учествовала | Није учествовала | Није учествовала |
| 1970            | Није се квалификовала | Није се квалификовала | Није се квалификовала | Није се квалификовала | Није се квалификовала | Није се квалификовала | Није се квалификовала | Није се квалификовала | 2                | 1                | 0                | 1                | 6                | 6                |
| 1974            | Није се квалификовала | Није се квалификовала | Није се квалификовала | Није се квалификовала | Није се квалификовала | Није се квалификовала | Није се квалификовала | Није се квалификовала | 10               | 4                | 3                | 3                | 19               | 11               |
| 1978            | Није се квалификовала | Није се квалификовала | Није се квалификовала | Није се квалификовала | Није се квалификовала | Није се квалификовала | Није се квалификовала | Није се квалификовала | 6                | 3                | 1                | 2                | 9                | 5                |
| 1982            | Није се квалификовала | Није се квалификовала | Није се квалификовала | Није се квалификовала | Није се квалификовала | Није се квалификовала | Није се квалификовала | Није се квалификовала | 4                | 2                | 1                | 1                | 6                | 2                |
| 1986            | Није се квалификовала | Није се квалификовала | Није се квалификовала | Није се квалификовала | Није се квалификовала | Није се квалификовала | Није се квалификовала | Није се квалификовала | 6                | 2                | 1                | 3                | 8                | 6                |
| 1990            | Није се квалификовала | Није се квалификовала | Није се квалификовала | Није се квалификовала | Није се квалификовала | Није се квалификовала | Није се квалификовала | Није се квалификовала | 6                | 3                | 0                | 3                | 7                | 6                |
| 1994            | Није се квалификовала | Није се квалификовала | Није се квалификовала | Није се квалификовала | Није се квалификовала | Није се квалификовала | Није се квалификовала | Није се квалификовала | 8                | 5                | 1                | 2                | 17               | 5                |
| 1998            | Није се квалификовала | Није се квалификовала | Није се квалификовала | Није се квалификовала | Није се квалификовала | Није се квалификовала | Није се квалификовала | Није се квалификовала | 8                | 3                | 2                | 3                | 10               | 8                |
| 2002            | Није се квалификовала | Није се квалификовала | Није се квалификовала | Није се квалификовала | Није се квалификовала | Није се квалификовала | Није се квалификовала | Није се квалификовала | 10               | 5                | 2                | 3                | 16               | 11               |
| 2006            | Није се квалификовала | Није се квалификовала | Није се квалификовала | Није се квалификовала | Није се квалификовала | Није се квалификовала | Није се квалификовала | Није се квалификовала | 12               | 7                | 4                | 2                | 21               | 11               |
| 2010            | Није се квалификовала | Није се квалификовала | Није се квалификовала | Није се квалификовала | Није се квалификовала | Није се квалификовала | Није се квалификовала | Није се квалификовала | 10               | 3                | 3                | 4                | 4                | 6                |
| 2014            | Није се квалификовала | Није се квалификовала | Није се квалификовала | Није се квалификовала | Није се квалификовала | Није се квалификовала | Није се квалификовала | Није се квалификовала | 6                | 3                | 2                | 1                | 11               | 4                |
| 2018            | Није се квалификовала | Није се квалификовала | Није се квалификовала | Није се квалификовала | Није се квалификовала | Није се квалификовала | Није се квалификовала | Није се квалификовала | 8                | 4                | 2                | 2                | 11               | 7                |
| 2022            | Следи                 | Следи                 | Следи                 | Следи                 | Следи                 | Следи                 | Следи                 | Следи                 | Следи            | Следи            | Следи            | Следи            | Следи            | Следи            |
| 2026            | Следи                 | Следи                 | Следи                 | Следи                 | Следи                 | Следи                 | Следи                 | Следи                 | Следи            | Следи            | Следи            | Следи            | Следи            | Следи            |
| Укупно          | —                     | 0/21                  | —                     | —                     | —                     | —                     | —                     | —                     | 96               | 45               | 22               | 45               | 145              | 88               |

### Афрички куп нација
| Афрички куп нација | Афрички куп нација    | Афрички куп нација    | Афрички куп нација    | Афрички куп нација    | Афрички куп нација    | Афрички куп нација    | Афрички куп нација    | Афрички куп нација    |
| Година             | Коло                  | Позиција              | Од.                   | П                     | Н                     | И                     | ГД                    | ГП                    |
| ------------------ | --------------------- | --------------------- | --------------------- | --------------------- | --------------------- | --------------------- | --------------------- | --------------------- |
| од 1957 до 1968    | Није учествовала      | Није учествовала      | Није учествовала      | Није учествовала      | Није учествовала      | Није учествовала      | Није учествовала      | Није учествовала      |
| 1970               | Није се квалификовала | Није се квалификовала | Није се квалификовала | Није се квалификовала | Није се квалификовала | Није се квалификовала | Није се квалификовала | Није се квалификовала |
| 1972               | Није се квалификовала | Није се квалификовала | Није се квалификовала | Није се квалификовала | Није се квалификовала | Није се квалификовала | Није се квалификовала | Није се квалификовала |
| 1974               | Финале                | 2. место              | 5                     | 3                     | 0                     | 2                     | 9                     | 7                     |
| 1976               | Није се квалификовала | Није се квалификовала | Није се квалификовала | Није се квалификовала | Није се квалификовала | Није се квалификовала | Није се квалификовала | Није се квалификовала |
| 1978               | Групна фаза           | 1. коло               | 3                     | 1                     | 1                     | 1                     | 3                     | 2                     |
| 1980               | Није се квалификовала | Није се квалификовала | Није се квалификовала | Није се квалификовала | Није се квалификовала | Није се квалификовала | Није се квалификовала | Није се квалификовала |
| 1982               | Полуфинале            | 3. место              | 5                     | 3                     | 0                     | 2                     | 7                     | 3                     |
| 1984               | Није се квалификовала | Није се квалификовала | Није се квалификовала | Није се квалификовала | Није се квалификовала | Није се квалификовала | Није се квалификовала | Није се квалификовала |
| 1986               | Групна фаза           | 1. коло               | 3                     | 0                     | 1                     | 2                     | 2                     | 4                     |
| 1988               | Повукла се            | Повукла се            | Повукла се            | Повукла се            | Повукла се            | Повукла се            | Повукла се            | Повукла се            |
| 1990               | Полуфинале            | 3. место              | 5                     | 3                     | 1                     | 1                     | 3                     | 2                     |
| 1992               | Четвртфинале          | Четвртфинале          | 3                     | 1                     | 0                     | 2                     | 1                     | 2                     |
| 1994               | Финале                | 2. место              | 5                     | 3                     | 1                     | 1                     | 7                     | 2                     |
| 1996               | Полуфинале            | 3. место              | 6                     | 4                     | 1                     | 1                     | 15                    | 6                     |
| 1998               | Групна фаза           | 1. коло               | 3                     | 1                     | 1                     | 1                     | 4                     | 6                     |
| 2000               | Групна фаза           | 1. коло               | 3                     | 0                     | 2                     | 1                     | 3                     | 5                     |
| 2002               | Групна фаза           | 1. коло               | 3                     | 0                     | 1                     | 2                     | 1                     | 3                     |
| 2004               | Није се квалификовала | Није се квалификовала | Није се квалификовала | Није се квалификовала | Није се квалификовала | Није се квалификовала | Није се квалификовала | Није се квалификовала |
| 2006               | Групна фаза           | 1. коло               | 3                     | 1                     | 0                     | 2                     | 3                     | 6                     |
| 2008               | Групна фаза           | 1. коло               | 3                     | 1                     | 1                     | 1                     | 5                     | 6                     |
| 2010               | Четвртфинале          | Четвртфинале          | 4                     | 1                     | 1                     | 2                     | 5                     | 5                     |
| 2012               | Првак                 | 1. место              | 6                     | 5                     | 1                     | 0                     | 9                     | 3                     |
| 2013               | Групна фаза           | 1. коло               | 3                     | 0                     | 3                     | 0                     | 2                     | 2                     |
| 2015               | Групна фаза           | 1. коло               | 3                     | 0                     | 2                     | 1                     | 2                     | 3                     |
| 2017               | Није се квалификовала | Није се квалификовала | Није се квалификовала | Није се квалификовала | Није се квалификовала | Није се квалификовала | Није се квалификовала | Није се квалификовала |
| 2019               | Није се квалификовала | Није се квалификовала | Није се квалификовала | Није се квалификовала | Није се квалификовала | Није се квалификовала | Није се квалификовала | Није се квалификовала |
| 2021               | Следи                 | Следи                 | Следи                 | Следи                 | Следи                 | Следи                 | Следи                 | Следи                 |
| 2023               | Следи                 | Следи                 | Следи                 | Следи                 | Следи                 | Следи                 | Следи                 | Следи                 |
| Укупно             | 1 титула              | 17/32                 | 66                    | 27                    | 18                    | 22                    | 81                    | 67                    |